# 总主教宫 (锡拉库萨)
锡拉库萨总主教宫（Palazzo Arcivescovile di Siracusa）是天主教锡拉库萨总教区总主教和神学院的所在地，位于意大利西西里大区锡拉库萨的主教座堂广场（piazza del Duomo），紧挨着锡拉库萨主教座堂。内部还设有古老的阿拉戈纳图书馆（Biblioteca Alagoniana）。

## 历史与建筑
今天的总主教宫建筑是1700年至1800年间系统修复的结果，将其改造成一座倾向于新古典主义的晚期巴洛克风格的宫殿。
它最初是一座施瓦本宫殿，建于腓特烈二世时期，因此大约建于1200年左右，现在的遗迹，只有庭院内一座保存完好的古代小堂。这座施瓦本建筑以十字拱顶为特色，让人想起马尼亚塞城堡。
这座宫殿在阿拉贡时期进行了翻修。第一座宫殿被摧毁或重建后，目前的建筑由西班牙主教胡安·德托雷斯·奥索里奥委托建造， 工程于1618年开始，由建筑师安德烈·维尔梅西奥负责。
宫殿内部设有古老的阿拉戈纳图书馆（Biblioteca Alagoniana），收藏古代文献。施瓦本小堂（cappella sveva）收藏珠宝和艺术品。

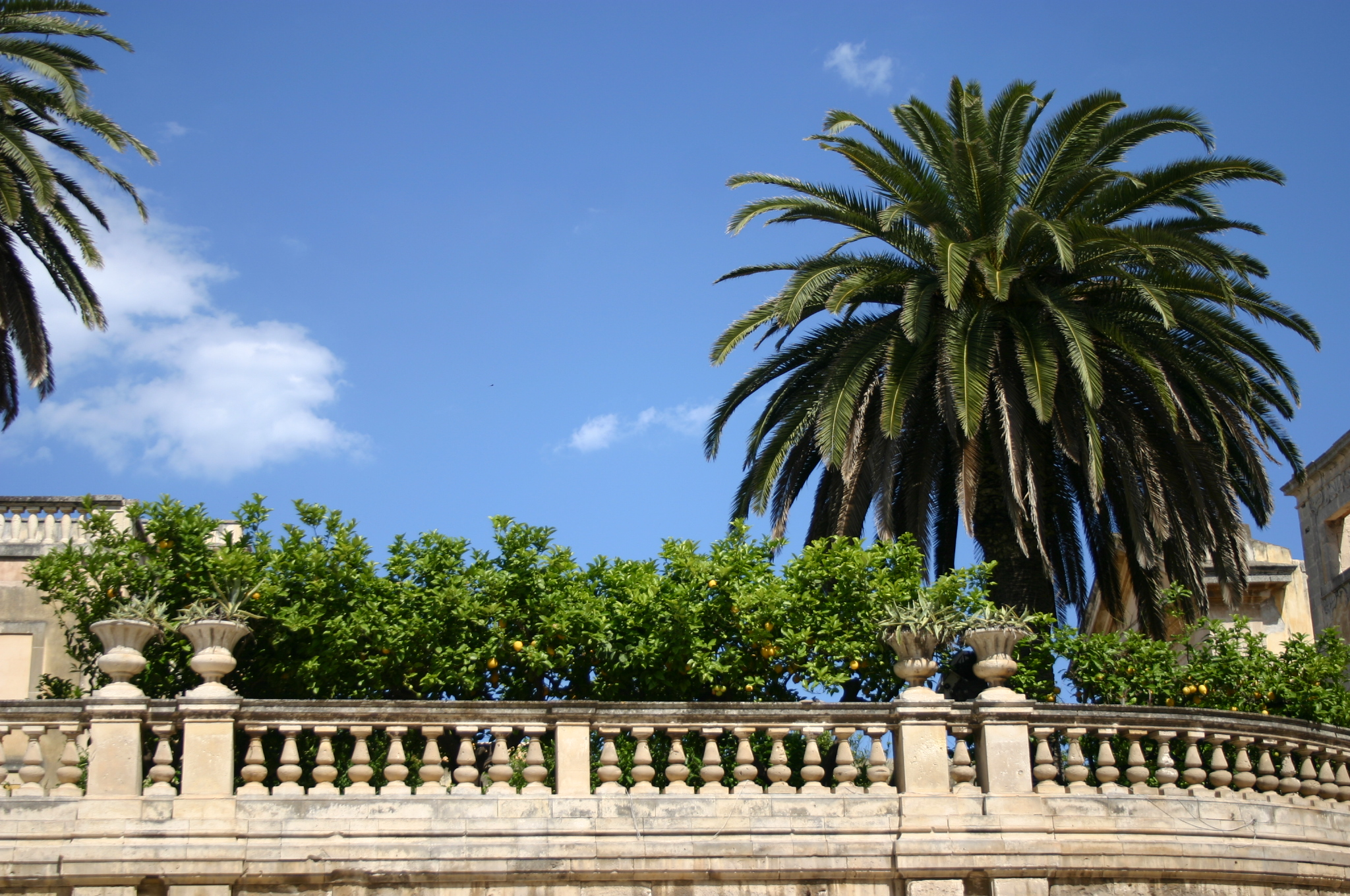
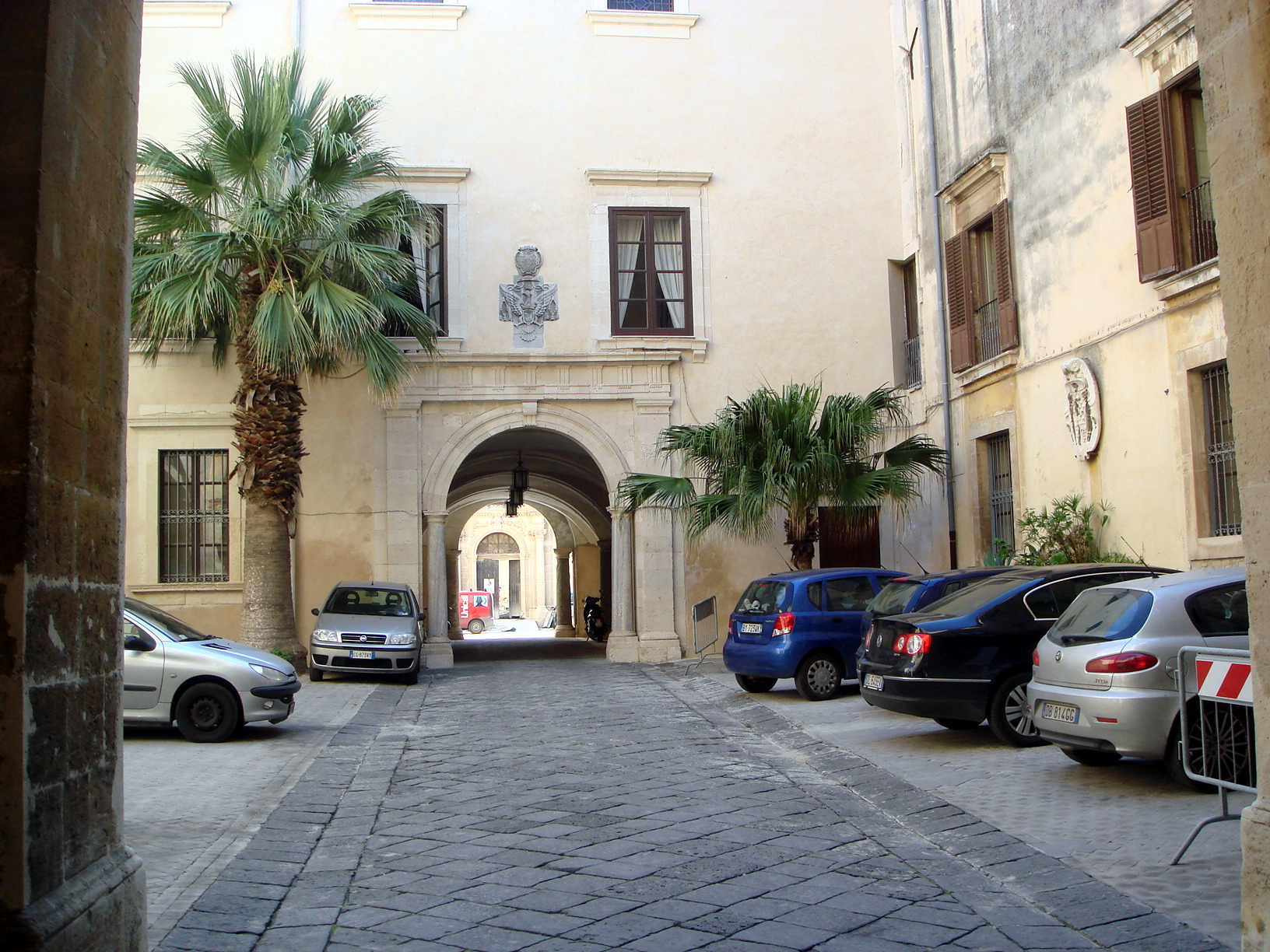
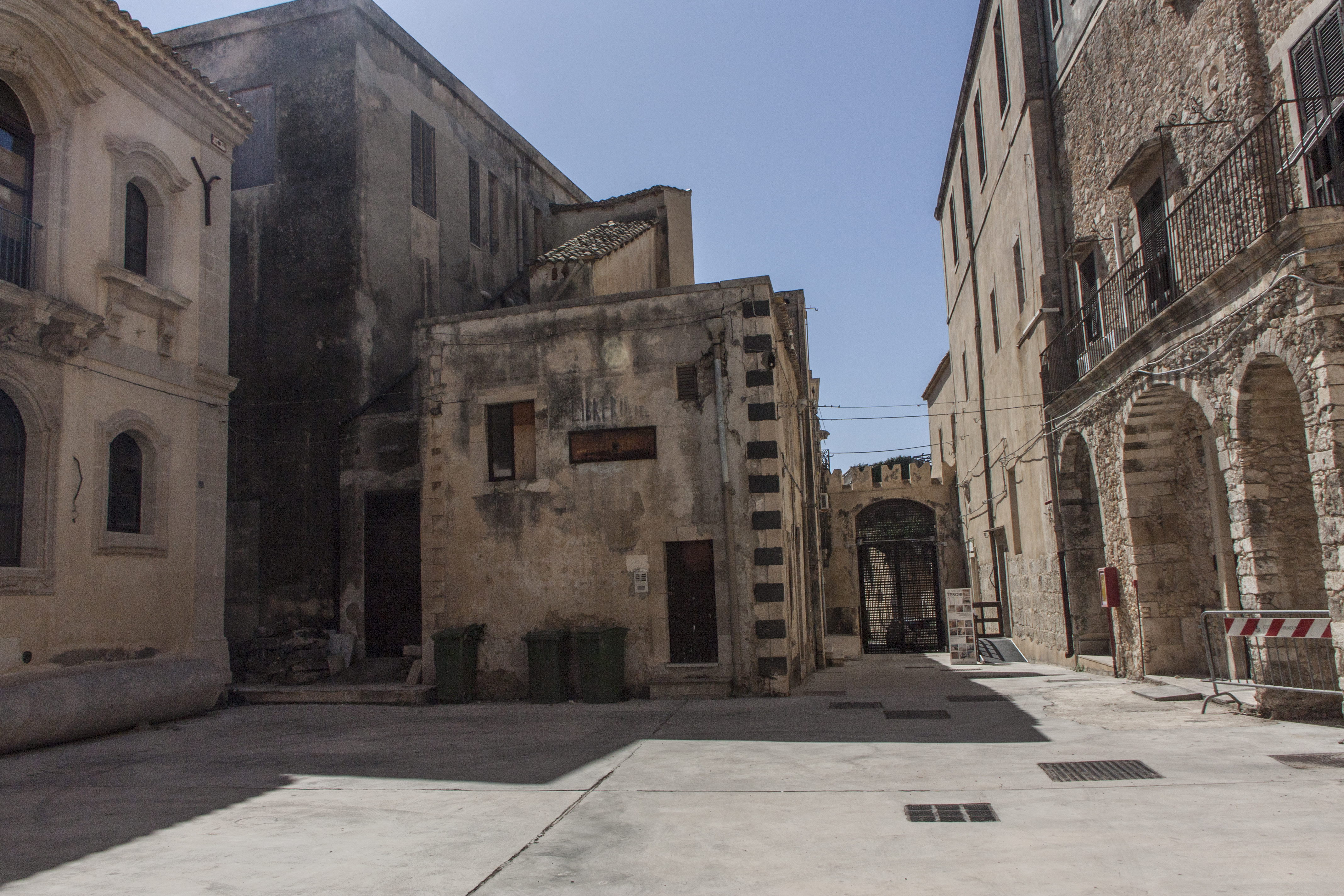
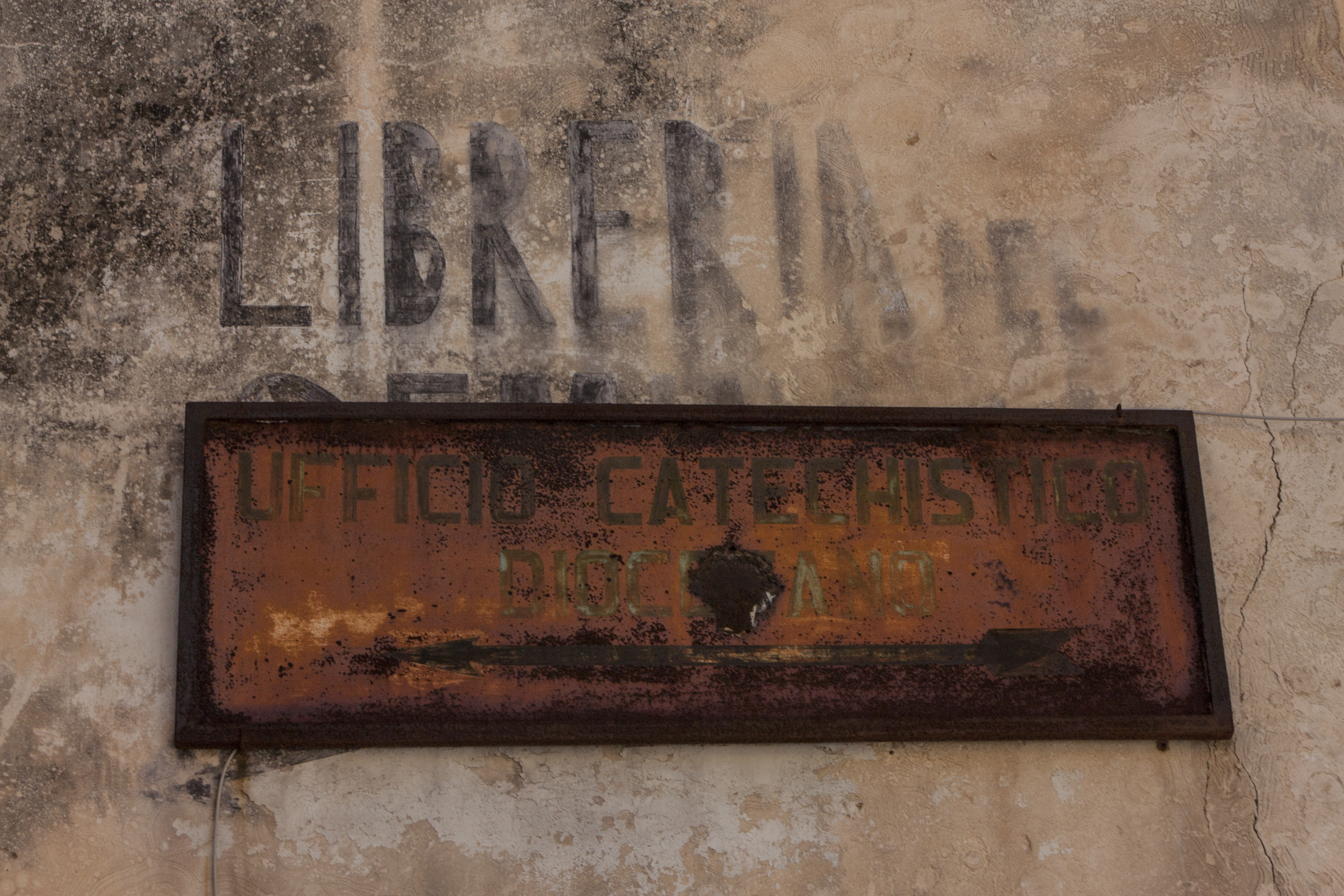
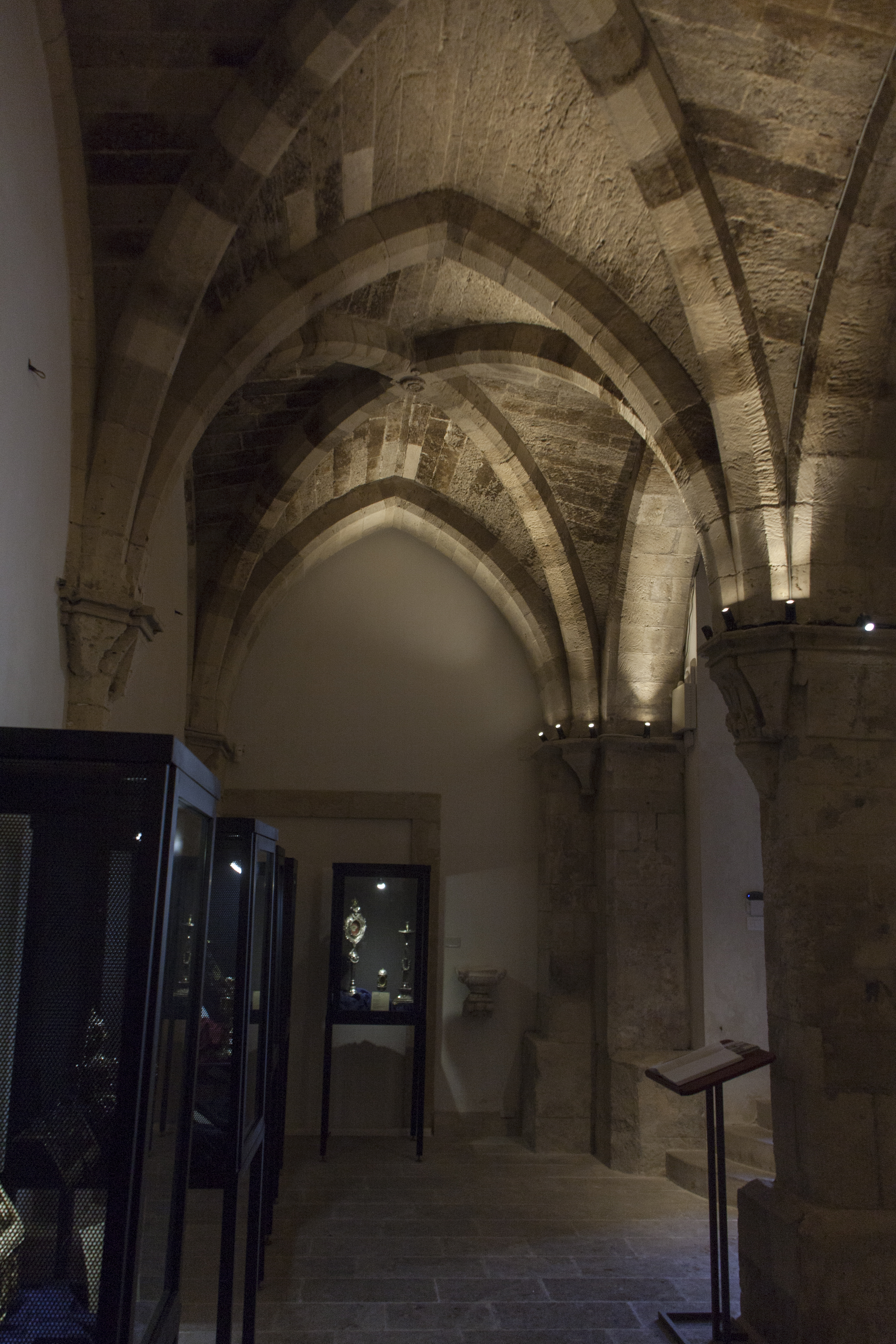
施瓦本小堂
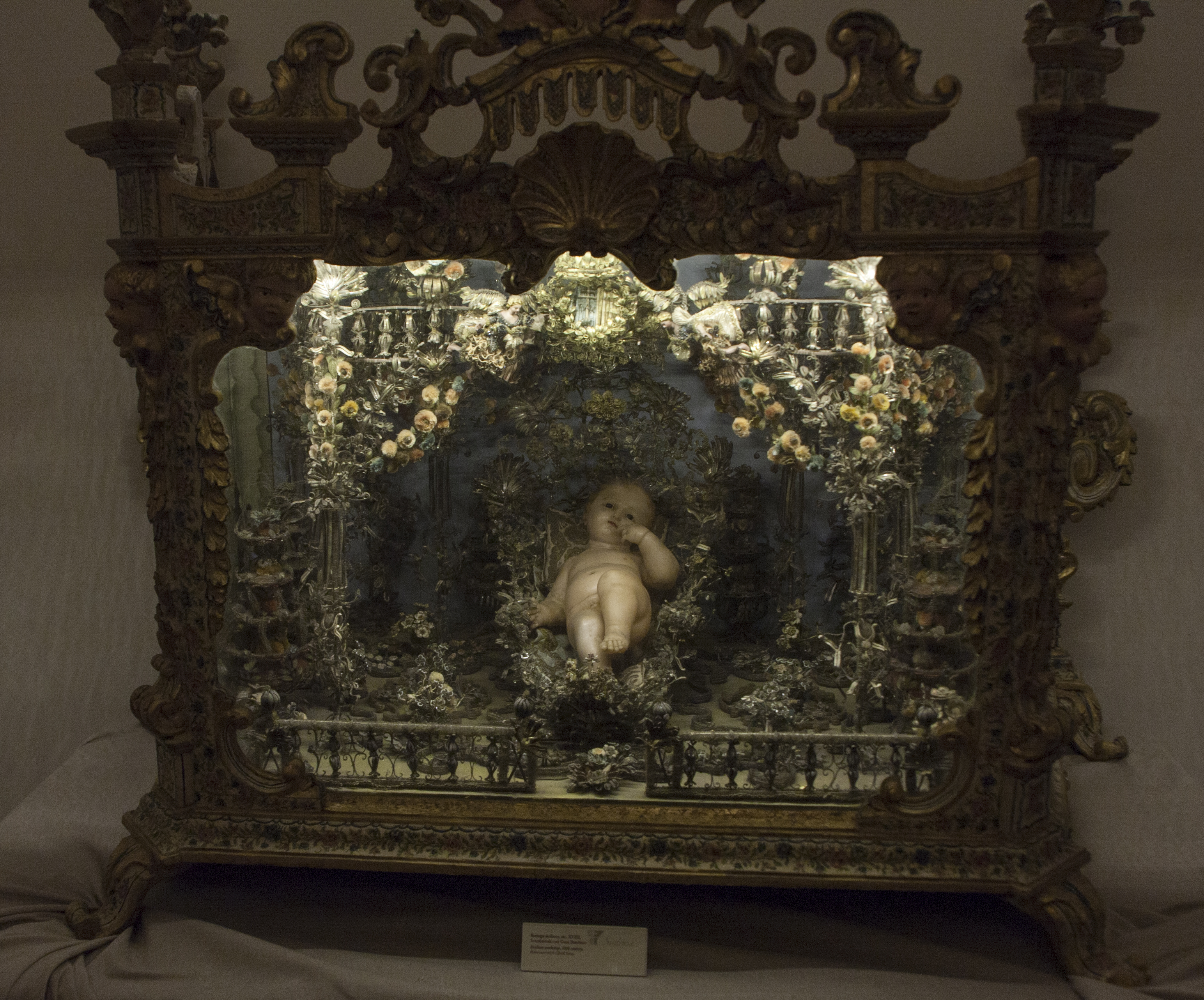
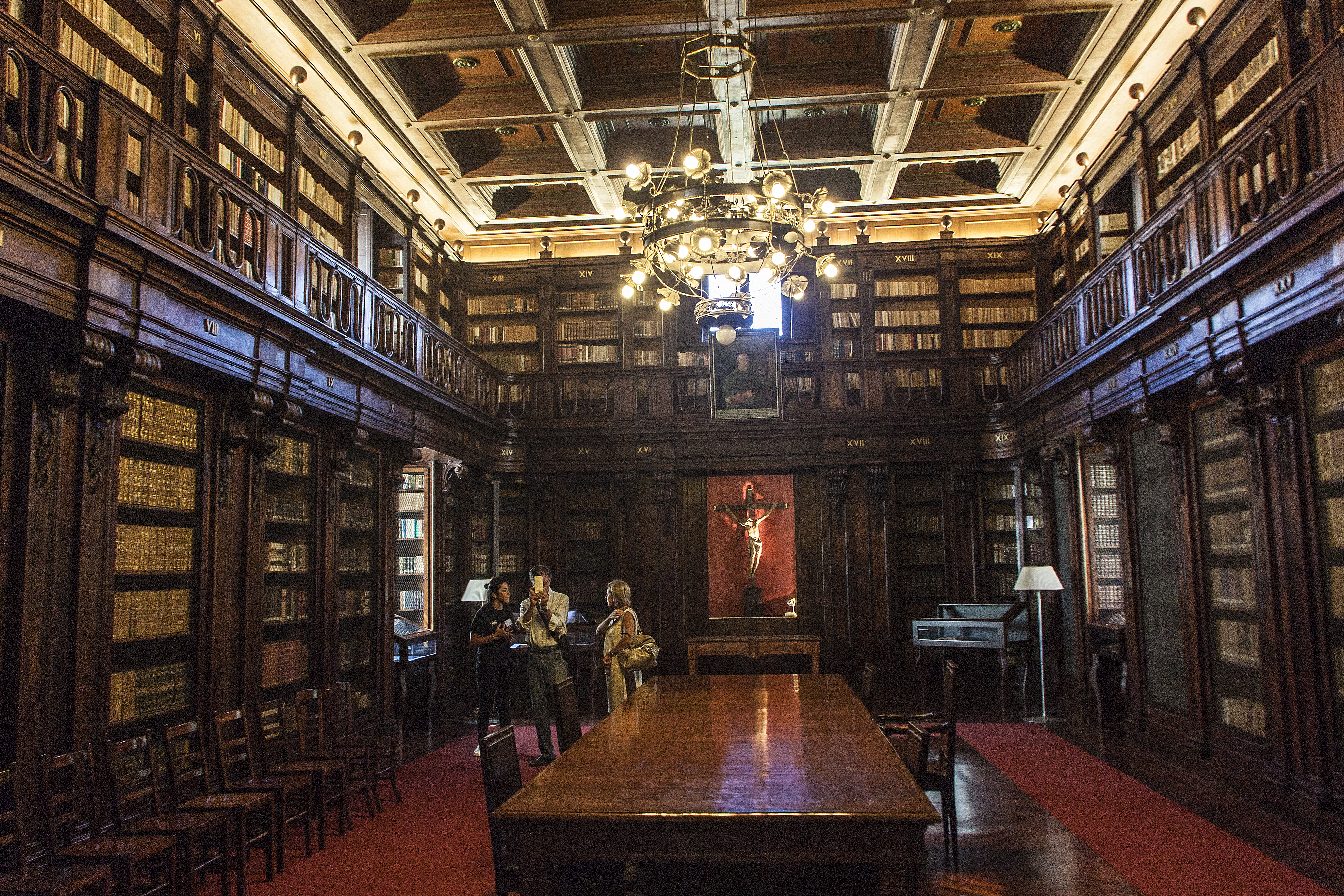
阿拉贡图书馆